# 乳及び乳製品の成分規格等に関する命令
乳及び乳製品の成分規格等に関する命令（にゅうおよびにゅうせいひんのせいぶんきかくとうにかんするめいれい、昭和26年12月27日厚生省令第52号）は、乳および乳製品の成分規格に関する、食品衛生法に基づく府省令である。通称は乳等命令。2014年（令和6年）4月に題名改正された。
牛乳やその他の乳、乳製品などについての成分規格や製造基準、容器包装の規格、表示方法などが定められている。
省令が制定された当時、牛乳や家庭飼育が流行したヤギ乳等が不衛生であったため、その衛生管理は厳しく規定されている。
2012年3月15日、セシウム134およびセシウム137を規制対象とするよう改正され4月1日から施行された。

## 定義
- 乳
  - 生乳 - 牛から絞った状態の生の乳
  - 牛乳 - 生乳100%、成分無調整で殺菌したもの、乳脂肪分3.0%以上、無脂乳固形分8.0%以上
  - 特別牛乳 - 限定された牧場および処理施設（特別牛乳さく取処理業の許可を受けた施設）で作られる牛乳、乳脂肪分3.3%以上、無脂乳固形分8.5%以上
  - 生山羊乳 - ヤギから絞った状態の生の乳
  - 殺菌山羊乳 - ヤギの乳100%、殺菌したもの、乳脂肪分3.6%以上、無脂乳固形分8.0%以上
  - 生めん羊乳 - ヒツジから絞った状態の生の乳
  - 生水牛乳 - スイギュウから絞った状態の生の乳
  - 成分調整牛乳 - 生乳100%、成分調整して殺菌したもの、無脂乳固形分8.0%以上
  - 低脂肪牛乳 - 生乳100%、成分調整して殺菌したもの、乳脂肪分0.5%以上1.5%以下、無脂乳固形分8.0%以上
  - 無脂肪牛乳 - 生乳100%、成分調整して殺菌したもの、乳脂肪分0.5%未満、無脂乳固形分8.0%以上
  - 加工乳 - 生乳、牛乳のほかに脱脂粉乳やバターなどの乳製品を原料として製造、無脂乳固形分8.0%以上

- 乳製品
  - クリーム
  - バター
  - バターオイル
  - チーズ
    - ナチュラルチーズ
    - プロセスチーズ

  - 濃縮ホエイ
  - アイスクリーム類
    - アイスクリーム 乳固形分15%以上（うち、乳脂肪分8%以上）
    - アイスミルク 乳固形分10%以上（うち、乳脂肪分3%以上）
    - ラクトアイス 乳固形分3%以上

  - 濃縮乳
  - 脱脂濃縮乳 - 牛乳等から乳脂肪分を除去し、濃縮したもの。ヨーグルトやアイスクリーム等の乳製品の原料に用いられるほか、乳脂肪を増やさずに乳の風味を加える目的でプリンやパン、菓子等に使用されている。
  - 無糖れん乳 - 「エバーミルク」など
  - 無糖脱脂れん乳
  - 加糖れん乳 - 「コンデンスミルク」など
  - 加糖脱脂れん乳
  - 全粉乳
  - 脱脂粉乳 - 「スキムミルク」など
  - クリームパウダー
  - ホエイパウダー
  - たんぱく質濃縮ホエイパウダー
  - バターミルクパウダー
  - 加糖粉乳
  - 調整粉乳 - 育児用粉ミルクなど
  - 発酵乳 - ヨーグルトなど
  - 乳酸菌飲料
    - 無脂乳固形分3%以上 乳製品の乳酸菌飲料「カルピス」「ヤクルト」など
    - 無脂乳固形分3%未満 乳製品ではない乳酸菌飲料

  - 乳飲料 - いわゆるコーヒー牛乳、フルーツ牛乳や、カルシウムなどの栄養強化乳など（「飲用乳の表示に関する公正競争規約」により乳固形分3.0%以上）

- 乳等を主要原料とする食品 通称は「乳主原」